# 渡邉包夫
渡邉 包夫（わたなべ かねお、1912年7月8日 - 1998年10月14日）は、日本の日本画家、書画古文書鑑定士。横山大観の弟子。

## 略歴
- 1912年（明治45年）7月8日 - 千葉県夷隅郡大多喜町生まれ。生家の「渡辺家住宅」は重要文化財。
- 1994年（平成6年）4月19日 - 開運!なんでも鑑定団（テレビ東京）に鑑定士としてレギュラー出演。キャッチフレーズは「鑑定士軍団の長老」
- 1998年（平成10年）10月14日 - 死去。

## 人物
- 高校の教師もしていたことがあり、教え子に同じく鑑定士の石井久吾がいる。また水彩画家でYouTuberの柴崎春通は、渡邉が顧問を務める美術部に所属していた。
- 鑑定時に良くない品物が出た際には「これはいけません」といった決め台詞があった。
- 死去した際、翌々週の「開運!なんでも鑑定団」の番組内で30分ほどの追悼コーナーが設けられた。
- 楽屋では他の鑑定士に飴を振舞うことが多かったそうである。

## 備考
- 「包」の字は「己」ではなく「巳」を含んでいる。参照：異体字検索漢字リスト、u5305-ue0101 - グリフウィキ 参照:2015年6月3日。

## 出版物

### 著書
- 1996年（平成8年） - 『「古書画」目利きの極意 - 鑑定の鉄人part4』
- 1975年（昭和50年）　- 『大多喜城物語』　渡辺包夫・市原允　著

### VHS
- 1995年（平成7年） - 『史上最強の鑑定士軍団　第1巻 - 渡邊包夫・石井久吾の書画鑑定団』